# Thomas Pitt

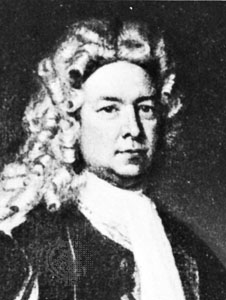
Thomas Pitt

Thomas Pitt (5 juli 1653 – 28 april 1726) was een Britse koopman die koopwaar verscheepte naar Indië. Hij kwam eerst in conflict met de Britse Oost-Indische Compagnie, maar uiteindelijk werd hij tot gouverneur van Madras, Indië benoemd.
Hij kocht een diamant die hij later verkocht met een aanzienlijke winst, waardoor hij de bijnaam "Diamond Pitt" verwierf.
Hij was de grootvader van William Pitt de Oudere.
Hij had een zoon, die hij Thomas Pitt noemde (1688 – 1729), en een kleinzoon, eveneens Thomas Pitt. Deze kleinzoon was de zoon van zijn andere zoon, Robert.